# Cantó del Canigó
El cantó del Canigó és una divisió politicoadministrativa francesa, situada a la Catalunya del Nord, al departament dels Pirineus Orientals, creat pel decret del 26 de febrer de 2014 i que entrà en vigor a ran de les eleccions municipals del 2015. És el número 2 dels cantons actuals de la Catalunya del Nord.

## Composició

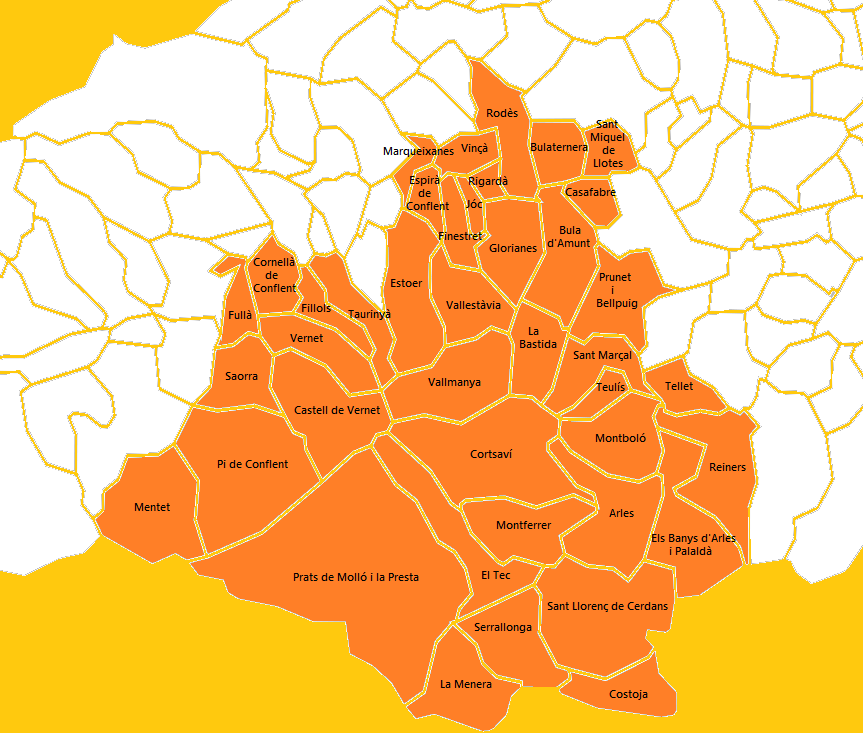
Mapa del Cantó del Canigó

El cantó del Canigó està compost per 41 municipis, 20 del Conflent, 9 del Rosselló, i 12 del Vallespir.
- Conflent
  - Castell de Vernet
  - Cornellà de Conflent
  - Espirà de Conflent
  - Estoer
  - Fillols
  - Finestret
  - Fullà
  - Glorianes
  - Jóc
  - Marqueixanes
  - Mentet
  - Pi de Conflent
  - Rigardà
  - Rodès
  - Saorra
  - Taurinyà
  - Vallestàvia
  - Vallmanya
  - Vernet
  - Vinçà
- Rosselló
  - la Bastida
  - Bula d'Amunt
  - Bulaternera
  - Casafabre
  - Prunet i Bellpuig
  - Sant Marçal
  - Sant Miquel de Llotes
  - Tellet
  - Teulís
- Vallespir
  - Arles
  - Els Banys i Palaldà
  - Cortsaví
  - Costoja
  - La Menera
  - Montboló
  - Montferrer
  - Prats de Molló i la Presta
  - Reiners
  - Sant Llorenç de Cerdans
  - Serrallonga
  - el Tec

## Història
A les eleccions departamentals franceses del 2015 va entrar en vigor una nova redistribució cantonal, definida pel decret de 26 de febrer del 2014, en aplicació de les lleis del 17 de maig del 2013 (loi organique 2013-402 i loi 2013-403). A partir d'aquestes eleccions els consellers departamentals són escollits per escrutini majoritari binominal mixt. Des d'aquestes eleccions els electors de cada cantó escullen dos membres de sexe diferent al consell departamental, nova denominació del consell general, i que es presenten en parella de candidats. Els consellers departamentals són escollits per sis anys en escrutini binominal majoritari a dues voltes; per l'accés a la segona volta cal un 12,5% dels vots inscrits en la primera volta. A més es renoven la totalitat de consellers departamentals. El nou sistema de votació requeria una redistribució dels cantons, i el nombre es va reduir a la meitat arrodonit a la unitat senar superior si el nombre no és sencer senar, així com unes condicions de llindar mínim. Als Pirineus Orientals el nombre de cantons va passar de 31 a 17.
El nou cantó del Canigó, número 2 dels 17 existents, és format per comunes dels antics cantons d'Arles (8 comunes: Arles, els Banys d'Arles i Palaldà, la Bastida, Cortsaví, Montboló, Montferrer, Sant Marçal i Teulís), de Vinçà (18 comunes: Bula d'Amunt, Bulaternera, Casafabre, Espirà de Conflent, Estoer, Finestret, Glorianes, Illa, Jóc, Marqueixanes, Prunet i Bellpuig, Rigardà, Rodès, Sant Miquel de Llotes, Vallestàvia, Vallmanya i Vinçà), de Prada (6 comunes: Castell de Vernet, Cornellà de Conflent, Fillols, Fullà, Taurinyà i Vernet), de Prats de Molló i la Presta (6 comunes: Costoja, la Menera, Prats de Molló i la Presta, Sant Llorenç de Cerdans, Serrallonga i el Tec), d'Oleta (3 comunes: Mentet, Pi de Conflent i Saorra) i Ceret (2 comunes: Reiners i Tellet). Amb aquesta redistribució administrativa, el territori del cantó supera els límits del districte, amb 16 comunes situades al districte de Ceret i 25 al de Prada. La seu del cantó és als Banys d'Arles i Palaldà.

## Consellers generals
Al final de la primera volta de les eleccions departamentals franceses de 2015 hi havia passat tres binomis: Ségolène Neuville i Alexandre Reynal (PS, 37,92%), Anne-Marie Canal i Claude Ferrer (DVD, 23,62%) i François De La Robertie i Odile Lemaire (FN, 23,31%). La taxa de participació fou del 57,91% (9.628 votants sobre 16.626 inscrits) contra el 55,72% a nivell departamental i 50,17% a nivell nacional.
En la segona volta, Ségolène Neuville i Alexandre Reynal foren elegits amb el 51,1% dels vots emesos i amb una taxa de participació del 60,59% (4.913 vots de 10.074 votants i 16.626 inscrits).